# 러시아계 아르메니아인
러시아계 아르메니아인(러시아어:Русские в Армении, 아르메니아어:Ռուսները Հայաստանում)은 아르메니아에 거주하는 러시아인으로 인구는 11,911명(2011년)으로 전체의 0.39%를 자치한다 이전에는 러시아계 아르메니아인의 인구가 더 많았지만  1988년 아르메니아 지진, 1991년 소련붕괴, 나고르노카라바흐 분쟁과 터키와 아제르바이잔의 봉쇄 및 그에 따른 급격한 경제침체 이후 대부분 러시아로 이주했다.

## 같이 보기
- 러시아인
- 슬라브족
- 동슬라브족
- 아르메니아의 인구